# Cervonîi Podil, Oleksandria
Cervonîi Podil (în ucraineană Червоний Поділ) este un sat în comuna Uleanivka din raionul Oleksandria, regiunea Kirovohrad, Ucraina.

## Demografie
Componența lingvistică a localității Cervonîi Podil
     Ucraineană (93,75%)
     Rusă (6,25%)
Conform recensământului din 2001, majoritatea populației localității Cervonîi Podil era vorbitoare de ucraineană (93,75%), existând în minoritate și vorbitori de rusă (6,25%).